# Cristofano Allori
Cristofano Allori ou Christophe Allori, né le 17 octobre 1577 à Florence et mort le 1er avril 1621 dans cette même ville, est un peintre italien.

## Biographie
Cristofano Allori est le fils de Maria et du peintre Alessandro di Cristofano Allori, un élève du célèbre Agnolo di Cosimo, connu sous le nom de Bronzino. Alessandro hérita de ce surnom de « Bronzino » et le transmettra à son fils. Après la mort de Bronzino (1572) et de Vasari (1574), Alessandro pouvait se targuer d'être un  des meilleurs peintres de Florence et de jouir d'une grande estime à la cour florentine et fit entrer très tôt son fils dans son atelier. Dès 1590, Cristofano signait son premier tableau, le Portrait du comte Hugo de Toscane. Dans l'atelier, il assimila la technique de dessin de son père et se consacra à la copie des tableaux de Raphaël et de fra Bartolomeo, à l’étude des œuvres de Bronzino et de Ligozzi. En 1596 il réalisa le portrait de Francesco e Caterina de' Medici.
Cristofano était attentif aux exemples de Il Cigoli et de Santi di Tito ; en sorte que gagnant en expérience et suivant l'évolution du goût qui privilégiait désormais un style pictural  avec un trait plus tendre et une palette de couleur plus douce, il finit par être insatisfait de  la « maniera » de son père, admirateur de Michel-Ange qui utilisait une palette de couleurs froides. Ce dernier pris mal ces critiques qui pouvaient sembler le discréditer. De son côté, Cristofano « déclarait simplement à qui lui en parlait, que son père, dans l'art de la peinture, était un hérétique ». Finalement, un jour de 1600, il partit rejoindre l'atelier de Gregorio Pagani (1558-1605), un représentant de l'école florentine du maniérisme tardif, qui visait à combiner la richesse de coloris de l'école vénitienne avec l’attention au dessin typique de la tradition florentine.
Il beato Manetto guarisce uno storpio muto est le premier fruit de son travail indépendant de son père, qui est représenté, selon Baldinucci, dans la figure de Manetto, « vieillard chenu en petite barbe » et, bien que sorti de l’atelier de Pagani, « la toile ne présente que de faibles traces du style de Gregorio », les parts essentielles, telles que la composition et la matière picturale, épaisse et pleine de lumière, démontrent le rôle crucial et traditionnellement reconnu à Cigoli pour la maturation de Cristofano sans oublier « la sévère concentration des visages, typique de Passignano ».
Les Médicis le chargent de la décoration du Palais ducal et lui passent diverses commandes entre 1609 et 1613. Du vivant de Cosme II, il réalise une série de portraits du couple qu'il forme depuis 1608 avec Marie Madeleine d'Autriche, "pour envoyer en Allemagne".
Ses œuvres se distinguent par leur strict respect de la nature et par la délicatesse et la perfection technique de leur exécution. Son adresse technique est démontrée par le fait que ses copies de tableaux du Corrège semblent avoir été réalisées par le Corrège lui-même. L'extrême maniaquerie d’Allori a limité le nombre de ses œuvres.
Son chef-d'œuvre est probablement Judith et la tête d'Holopherne, dont deux exemplaires existent au palais Pitti à Florence et à la Queen's Gallery de Londres. Le modèle de Judith était sa maîtresse, la belle Mazzafirra, qui est également représentée dans la Madeleine, et la tête d'Holopherne est généralement considérée comme un autoportrait.
Dans son atelier de Florence, au tout début du XVIIe siècle, il eut comme compagnon Francesco Furini.

## Œuvres

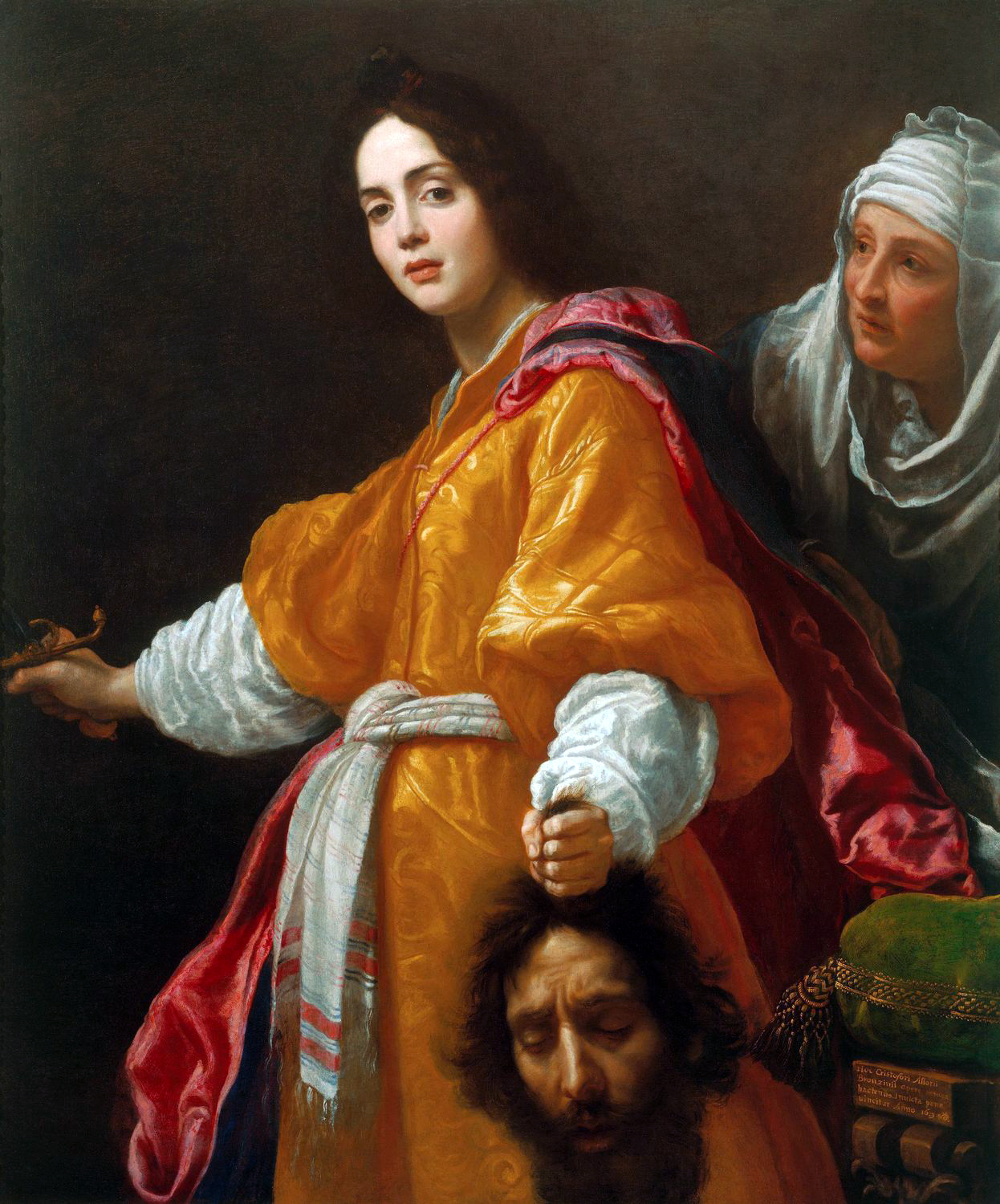
Judith et Holopherne, 1613 (Londres, palais de Kensington).

- Portrait d'un homme en noir, v. 1605, huile sur toile, 55 × 32 cm, galerie Palatine, Palais Pitti, Florence. Attribué autrefois à Ludovico Cigoli[8]
- Portrait officiel de Cosme II, 1608 ou 1618, huile sur toile, 66 × 55 cm, galerie Palatine, Palais Pitti, Florence[6]
- Portrait officiel de Marie Madeleine d'Autriche, 1608 ou 1618, huile sur toile, 65 × 50 cm, galerie Palatine, Palais Pitti, Florence[6]
- L'Hospitalité de Saint Julien ou Saint Julien offre l'hospitalité aux pèlerins, 1610-1620, huile sur toile, 259 × 202 cm, galerie Palatine, Palais Pitti, Florence. Selon Baldinucci, toile terminée après sa mort par Onorio Marinari, à la demande de Cosme III de Médicis[8].
- Saint Jean-Baptiste au désert, 1610-1620, huile sur toile, 177 × 159 cm, galerie Palatine, Palais Pitti, Florence[8]
- Étude pour un David, vers 1610-1615, huile sur bois, 51 x 40 cm, Montpellier, musée Fabre.
- Judith et Holopherne, 1613, huile sur toile, 120 × 100 cm, Royal Collection, palais de Kensington, Londres
- Judith et la tête d'Holopherne, 1610-1612, huile sur toile, 139 × 116 cm, galerie Palatine, Palais Pitti, Florence[8]
- L'Archange Raphaël et Tobie, vers 1621, huile sur toile, 139 x 116 cm, galerie Palatine, Palais Pitti, Florence